# Élisabeth Wiener

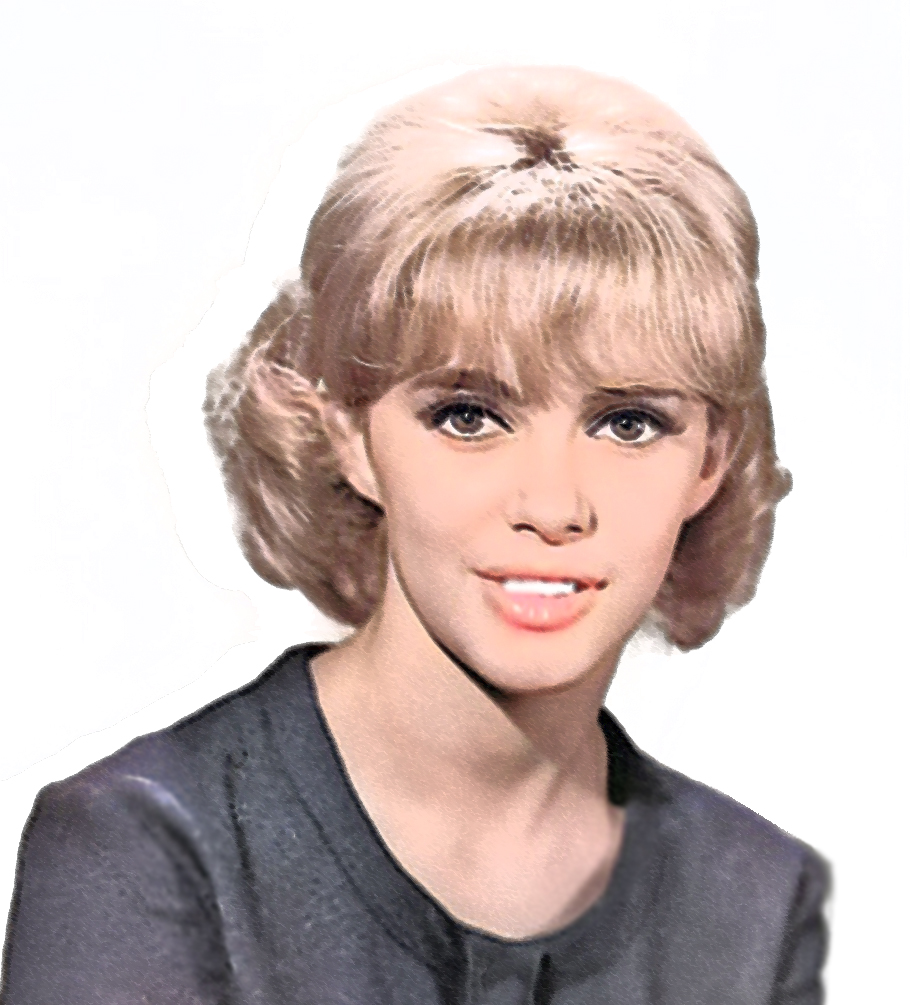
Elisabeth Wiener

Élisabeth Jeanne-Marie Wiener (* 23. November 1946 in Paris) ist eine französische Schauspielerin und Sängerin.

## Leben
Wiener ist die Tochter des Filmkomponisten Jean Wiener und der Filmeditorin Suzanne de Troye. Sie begann mit 15 Jahren eine Gesangsausbildung.
Sie spielte 1963 am Café-théâtre de la Grande Séverine mit Bulle Ogier in Stücken von Marc'O (Marc-Gilbert Guillaumin), L'Anticame und Les playgirls. Spätere Bühnenrollen waren 1972 die Pam in Edward Bonds Gerettet mit Gérard Depardieu am Palais de Chaillot und die Cleopatra in Shakespeares Antonius und Cleopatra am Théâtre National Populaire. 2015 hatte sie mit Sous les jupes ein Theatercomeback.
1963 spielte sie die Titelrolle in Jean-Paul Carrères Fernsehfilm La petite Fadette nach George Sands Die kleine Fadette. Der Film wurde am Heiligabend 1963 in der Reihe Le théâtre de la jeunesse ausgestrahlt. Für jene Reihe spielte sie 1963 die Mary in Les aventures de David Balfour nach Robert Louis Stevensons Kidnapped.
Neben Vierre Vernier hatte sie 1964 eine Gastrolle in der Serie Rocambole und spielte die weibliche Hauptrolle in der Jacques-Prévert-Adaption von Hans-Christian Andersens Der kleine und der große Klaus, Le petit Claus et le grand Claus. Für diese Adaption wurde Andersens Mädchen mit den Schwefelhölzern integriert und von Wiener gespielt. In Jacqueline Audrys Serie Le bonheur conjugal spielte sie neben Dominique Paturel und Colette Castel eine durchgehende Hauptrolle als in ihren Professor (Jean Desailly) verliebte Studentin Eve. Eine weitere Serie war 1965 Auf der Jagd nach Schlagzeilen (De nos envoyés spéciaux).
Große Popularität brachte ihr die Coralie an der Seite von Yves Rénier und Anne Vernon in der Serie Verlorene Illusionen (Illusions perdues, 1965) nach dem gleichnamigen Roman von Honoré de Balzac. Ihre Serienrollen als Laurence neben Robert Etcheverry in der Serie Gotti le diable, als Galiote in Jacquou, der Rebell (Jacquou le croquant, 1969) und als neben Henri Grandsire in Les aventures de Michel Vaillant festigten ihre Popularität. Neben diesen populären Serien war sie im Fernsehen der ausgehenden 60er auch als Jean Racines Iphigenie zu sehen.
Im Kino hatte sie ihre erste Hauptrolle als Evelyne neben Jean Desailly aus Le bonheur conjugal in L'anné du bac (1964), gefolgt von einer kleinen Rolle in Fred Zinnemanns Deine Zeit ist um (1964). In Jacques Baratiers starbesetztem parodistischem Episodenfilm Bonbons mit Pfeffer (Dragées au poivre) spielte sie Guy Bedos’ Schwester Frédérique. Im Kino etablierte sie sich mit Jonny Banco – Geliebter Taugenichts als Horst Buchholz’ Freundin Nati, die erst von ihm für eine Mörderin (Sylva Koscina) verlassen wird und die ihn am Ende zurückgewinnt.
1968 spielte sie in der Hauptrolle der Isabelle Schmoll in Claude Berris Die Hochzeit (Mazel Tov ou le mariage) an der Seite des Regisseurs Berri. Den Durchbruch zum Star hatte sie mit Henri-Georges Clouzots Seine Gefangene (1968), in dem sie zum Spielball der grausamen Leidenschaften eines Exzentrikers (Laurent Terzieff) wird. Claude Bernard-Aubert gibt ihr in Die offene Rechnung (L'ardoise, 1970) die weibliche Hauptrolle an der Seite des Sängers Salvatore Adamo. Es folgten die Nonne Agnès neben Franco Nero in Der Mönch und die Frauen (1971) und Hauptrollen als Nadie in Jean-Daniel Verhaeghes L'araignée d'eau (1970) und als Gertie in Michel Boisronds On est toujours trop bon avec les femmes (1971). Zusammen mit Jane Birkin, Bernadette Lafont und Emma Cohen bildet sie in Richard Balduccis Zu hübsch, um ehrlich zu sein (Trop jolies pour ête honnêtes) ein Gaunerinnen-Quartett. Mitte der 70er Jahre hat sie Nebenrollen in Arbeiten von Roger Vadim (Ein wildes Leben / La jeune fille assassinée, 1974), Jacques Rivette (Unsterbliches Duell / Duelle, 1976) und Michel Lang (Möwen mit weißen Schwingen / Une fille cousue de fil blanc, 1977).
Zu jener Zeit nimmt ihr Interesse an Musik zu: Sie nimmt an den Musikshows von Michel Polnareff und Jacques Higelin teil. Sie singt im Trio mit Higelin und Serge Derrien  L'Attentat à la Pudeur. Sie interessiert sich für Jazz sowie zeitgenössische Musik. 1979 gründete sie mit dem Bassisten Jacques Lennoz das Duo Amalgam, das in Phoenix umbenannt wurde, und veröffentlichte in Zusammenarbeit mit Viviane Willaume und Norbert Galo im selben Jahr das Album Magick. Zwischen 1980 und 1984 veröffentlichte sie vier Alben und fünf Singles auf Virgin France.
Ihre Schauspielkarriere endet zu Beginn der 1980er Jahre mit drei Fernsehfilmen und einer Gastrolle im TV-Krimi Ein Ritt durch den Wald aus der Reihe Kommissar Moulin. Zwei kurze Comebacks hat sie 1991 im TV-Film Des cornichons au chocolat und 2000 als Fabrik-Aufseherin Madame Victurnien neben Charlotte Gainsbourg als Fantine im Mehrteiler Les Misérables – Gefangene des Schicksals nach Victor Hugos Die Elenden.
Sie schreibt für Sänger und komponiert auch einige Filmmusiken. 1992 gründete sie die Mädchengruppe Castafiore Bazooka, die zwischen 1996 und 2005 drei Alben veröffentlichte.
Elisabeth Wiener arbeitet zudem als Synchronsprecherin und synchronisierte unter anderem Jamie Lee Curtis, Bette Midler, Glenn Close, Mia Farrow und Meryl Streep.

## Filmografie (Auswahl)
- 1963: Bonbons mit Pfeffer (Dragées au poivre)
- 1963: Deine Zeit ist um (Behold a Pale Horse)
- 1967: Jonny Banco – Geliebter Taugenichts (Jonny Banco)
- 1968: Die Hochzeit (Mazel Tov ou le mariage)
- 1968: Seine Gefangene (La prisonnière)
- 1970: Die offene Rechnung (L'ardoise)
- 1972: Zu hübsch, um ehrlich zu sein (Trop jolies pour être honnêtes)
- 1972: Der Mönch und die Frauen (Le moine)
- 1974: Ein wildes Leben (La jeune fille assassinée)
- 1976: Unsterbliches Duell (Duelle)
- 1981: Am Ende ist alles vergessen (T'es grand et puis t'oublies)
- 1982: Kommissar Moulin: Ein Ritt durch den Wald (Une promenade en fôret) (Fernsehserie)
- 2000: Les Misérables – Gefangene des Schicksals (Les Misérables)